# Kappa de l'Ossa Major
Kappa de l'Ossa Major (κ Ursae Majoris) és un estel de magnitud aparent +3,6, situat en la constel·lació de l'Ossa Major.
És un estel binari distant 423 anys llum del sistema solar. Les dues components estan visualment molt properes, i la seva separació és de només 0,3 segons d'arc. Són dos estels molt semblants de tipus espectral A1 amb una temperatura entorn de 9.600 K. La component principal és 290 vegades més lluminosa que el Sol i la seva companya és 250 vegades més lluminosa que aquest. Ambdues estan acabant la combustió d'hidrogen en el seu nucli intern i transformant-se en subgegants. El període orbital del sistema sembla de 35,6 anys, variant la separació entre els dos estels entre 11 i 37 ua a causa de l'excentricitat de l'òrbita.
Una o els dos estels són estels Ae, és a dir, emeten radiació que no prové dels estels en si, sinó d'un disc circumestel·lar existent entorn d'elles. Aquesta classe d'estels són les homòlogues de tipus A de les estrelles Be, entre les quals es troba Gomeisa (β Canis Minoris), si bé aquesta última és uns 200 K més calenta. Com cal esperar en aquest tipus d'estels, una o els dos estels que el formen roten ràpidament; la velocitat de rotació mesurada és d'almenys 201 km/s, la qual cosa implica un període de rotació igual o inferior a 3,5 dies.